# Cmentarz żydowski w Żółkiewce
Cmentarz żydowski w Żółkiewce – kirkut społeczności żydowskiej niegdyś zamieszkującej Żółkiewkę. Powstał w 1775. Miał powierzchnię 0,25 ha. Znajdował się w północnej części miejscowości. Podczas II wojny światowej został zniszczony przez Niemców. Nie zachowały się żadne nagrobki.